# Askola
Askola /ˈaskola/ là một đô thị của Phần Lan.
Đô thị này tọa lạctại tỉnh Nam Phần Lan trong Đông Uusimaa Vùng. Đô thị này có dân số 4.716 (30 tháng 11 năm 2007)với diện tích là 218,42 km² trong đó có 5,18 km² là diện tích mặt nước. Mật độ dân số là 21,24 người trên mỗi km².
Đô thị này chỉ sử dụng tiếng Phần Lan.

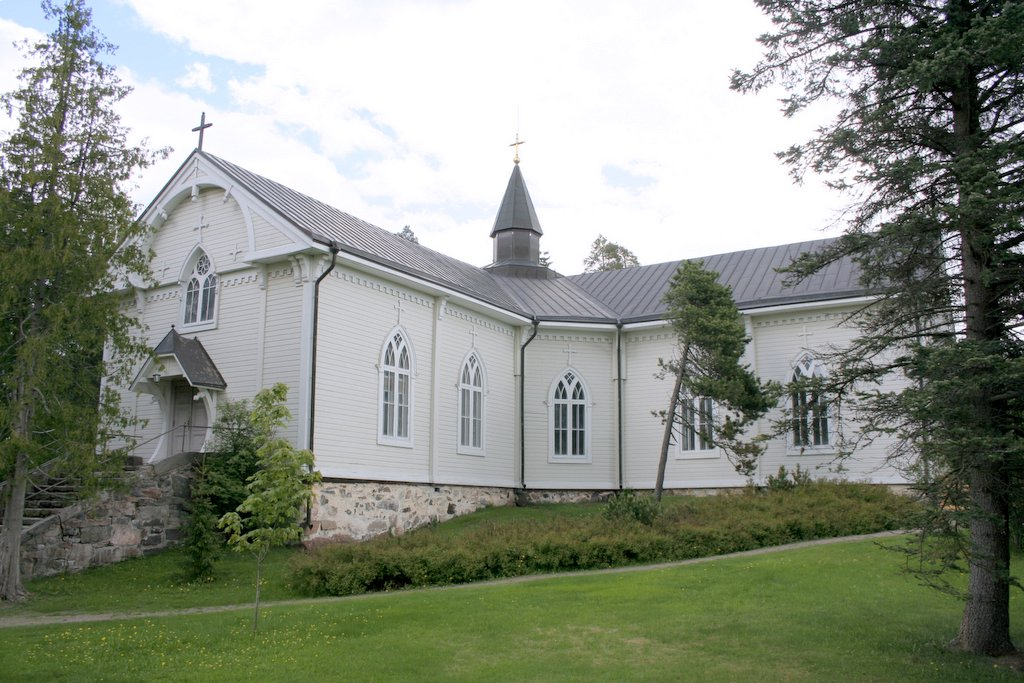
Nhà thờ Askola